# اکسدینری هیروز
اکسدینری هیروز (انگلیسی: Xdinary Heroes; کره‌ای: 엑스디너리 히어로즈; لاتین‌نویسی اصلاح‌شده: Ekseudineori Hieorojeu) گروه راک اهل کره جنوبی است که توسط جی استوری، زیر مجموعهٔ جی‌وای‌پی انترتینمنت مدیریت می‌شود. این گروه به صورت رسمی در ۶ دسامبر ۲۰۲۱ با تک‌آهنگ «روز مرگت مبارک» فعالیتش را آغاز کرد. این گروه متشکل از شش عضو است: گون‌ایل، جونگ‌سو، گائون، اود، جون هان و جویون. نام گروه، کوتاه شدهٔ «Extraordinary Heroes» به معنای «هرکس می‌تواند قهرمان باشد» است.

## اعضا
فهرست اعضا
- گون‌ایل (건일) – لیدر، درامز، وکال
- جونگ‌سو (정수) – وکال، کیبورد
- گائون (가온) – رپ، وکال، گیتار
- اود (오드) – رپ، وکال، سینث‌سایزر، کیبورد
- جون هان (준한) – گیتار، وکال
- جویون (주연) – وکال، بیس